# Tema de Capadòcia
El tema de Capadòcia (grec medieval: θέμα Καππαδοκίας, Thema Kapadokias) fou un tema de l'Imperi Romà d'Orient entre principis del segle ix i la seva conquesta pels seljúcides a finals del segle xi. Cobria la part meridional de la regió homònima, que corresponia a la majoria de l'antiga província romana de Capadòcia Segona i parts de Capadòcia Primera.
Inicialment era una turma (o divisió) del tema dels Anatòlics. Per combatre l'amenaça àrab, en fou separat com a clisura (districte fronterer) i, posteriorment, convertit en un tema de ple dret. És esmentat com a tema per primera vegada el 830.